# Vlokia
Genre
Classification phylogénétique
Vlokia S.A.Hammer est un genre de plante de la famille des Aizoaceae.
Vlokia S.A.Hammer, in Cact. Succ. J. (Los Angeles) 66(6): 256 (1994)
Type : Vlokia atra S.A.Hammer (pro "ater")

## Liste des espèces
- Vlokia atra S.A.Hammer
- Vlokia montana Klak